# Семенники (Ярославская область)
Семенники́ — деревня в Михайловском сельском округе Волжского сельского поселения Рыбинского района Ярославской области.
Деревня расположена с восточной стороны автомобильной дороги, идущей от центра сельского округа Михайловского на Александрову Пустынь, между деревнями Левино (в сторону Михайловского) и Мелехово. В окрестностях Семенников имеет исток речка Самороковка, правый приток реки Черёмухи.
Село Семенниково указано на плане Генерального межевания Рыбинского уезда 1792 года.
На 1 января 2007 года в деревне числилось 17 постоянных жителей. В деревне имеется почтовое отделение, которое обслуживает 21 дом в Семенниках, и ещё 17 деревень.